# 2024년 하계 올림픽 나이지리아 선수단
나이지리아는 2024년 7월 26일부터 8월 11일까지 파리에서 열리는 2024년 하계 올림픽에 출전했다. 나이지리아 선수들은 1952년 헬싱키 올림픽에서 첫선을 보인 이후 콩고가 주도한 보이콧을 이유로 1976년 몬트리올 올림픽을 제외하고 모든 하계 올림픽에 출전했다.

## 출전 선수
| 종목     | 남자 | 여자 | 전체 |
| -------- | ---- | ---- | ---- |
| 육상     | 18   | 18   | 36   |
| 배드민턴 | 1    | 0    | 1    |
| 농구     | 0    | 12   | 12   |
| 복싱     | 2    | 1    | 3    |
| 카누     | 0    | 2    | 2    |
| 사이클   | 0    | 1    | 1    |
| 축구     | 0    | 18   | 18   |
| 수영     | 1    | 1    | 2    |
| 탁구     | 2    | 2    | 4    |
| 태권도   | 0    | 1    | 1    |
| 역도     | 0    | 2    | 2    |
| 레슬링   | 1    | 5    | 6    |
| 전체     | 25   | 63   | 88   |

## 매달 집계
| 종목 | 1 | 2 | 3 | 합계 |
| 종목 | ' | ' | ' | '    |
| 종목 | ' | ' | ' | '    |
| 종목 | ' | ' | ' | '    |
| 합계 | ' | ' | ' | '    |

## 같이 보기
- 2024년 하계 올림픽